# 梅特卡夫定律

兩個電話間有一種連接方式，五個電話有10種，而十二個電話則有66種。

梅特卡夫定律（英語：Metcalfe's law）是一个关于网络的价值和网络技术的发展的定律，由喬治·季爾德於1993年提出，但以计算机网络先驱罗伯特·梅特卡夫的姓氏命名，以表彰他在乙太網路上的貢獻。其内容是：一个网络的价值等于该网络内的节点数的平方，而且该网络的价值与联网的用户数的平方成正比。
该定律指出，一个网络的用户数目越多，那么整个网络和该网络内的每台电脑的价值也就越大。

## 网络效应
梅特卡夫定律描述了通信技术和网络（如互联网、社交网络和万维网）的许多网络效应。美国联邦通信委员会的前主席瑞德·亨特表示，这个定律最能说明互联网的运作原理。梅特卡夫定律与事实相关，即在由{\displaystyle n}个节点组成的网络中，唯一可能的连接数可以用三角形数公式{\displaystyle n(n-1)/2}来表示，渐进与{\displaystyle n^{2}}成正比。
该定律通常以传真机为例来说明：单独的传真机是无用的，但每个传真机的价值随着网络中传真机的总数增加而增加，因为每个用户可以与更多的人发送和接收文件。同样，在社交网络中，服务的用户数量越多，服务对社区的价值就越高。

## 外部連結
- https://web.archive.org/web/20120310215333/http://www-ec.njit.edu/~robertso/infosci/metcalf.html
- https://web.archive.org/web/20120113005022/http://compnetworking.about.com/b/2009/08/24/metcalfes-law-for-computer-networks.htm
- https://web.archive.org/web/20090401001601/http://www.networkworld.com/details/771.html
- https://web.archive.org/web/20111204221553/http://www.computerhope.com/jargon/m/metcalfe.htm